# Anarkokapitalisme
 Der er for få eller ingen kildehenvisninger i denne artikel, hvilket er et problem. Du kan hjælpe ved at angive troværdige kilder til de påstande, som fremføres i artiklen.

Anarkokapitalisme er en filosofi, som støtter det frie markeds uhindrede udfoldelse, men som modsætter sig initiering af fysisk vold, truslen om samme, tyveri og svindel. Dens fortalere støtter derfor den private ejendomsret.
Anarkokapitalister støtter frivillige relationer mellem individer frem for ufrivillig underkastelse, og det resulterer i, at de som udgangspunkt modsætter sig eksistensen af individuelle stater. Anarkokapitalister mener, at et fuldstændigt frit og ureguleret marked er det eneste system, som er kompatibelt med dette synspunkt. Selv beskyttelsen mod vold, trusler og svindel skal være et produkt man som individ kan købe eller lade være fra konkurrerende udbydere, i stedet for at være tvunget til at betale for dette produkt via skatten (ligegyldigt om staten rent faktisk leverer et produkt, der er pengene værd). Staten udgør altså for anarkokapitalisterne et usundt monopol.
Blandt størstedelen af anarkister anses anarkokapitalismen ikke som værende en form for anarkisme og et oxymoron, da de mener, at anarkisme ikke blot er modstand mod staten, men modstand mod al undertrykkelse, og da de anser den private ejendomsret som værende undertrykkende, er anarkokapitalismen inkompatibel med denne definition af anarkisme. Og selv Murray Rothbard (fejlagtigt angivet som værende anarko-kapitalist) nægter også at anarkisme kan være kapitalistisk, da anarkismen historiske set har været en dybt socialistiske bevægelse. Kun en ordbogsdefinition på anarki nævner blot fraværet af en stat som værende anarki.

## Anarkokapitalister
Af kendte anarkokapitalistiske forfattere kan nævnes David Friedman, Murray Rothbard og Hans-Hermann Hoppe.
Af danske nutidige eller tidligere anarkokapitalister kan nævnes blandt andet Lars Kragh Andersen (aktivist), Niklas Nikolajsen (ejer af schweiziske Bitcoin Suisse) og Ole Birk Olesen (politiker og tidligere minister).